# Montigny-le-Bretonneux
Montigny-le-Bretonneux je francouzská obec v departementu Yvelines, regionu Île-de-France a Arrondissement Versailles. Patří do communauté d'agglomération Saint-Quentin-en-Yvelines. Je hlavním městem kantonu Montigny-le-Bretonneux. Má přibližně 32 tisíc obyvatel a rozlohu 11,7 km². Nachází se pět kilometrů jihozápadně od Versailles.

## Historie
Nejstarší doklady o existenci obce pochází z období mezi lety 780 a 790.

## Sport
Ve městě sídlí ženský fotbalový klub AS Montigny-le-Bretonneux.
Víceúčelová hala Vélodrome de Saint-Quentin-en-Yvelines sloužila jako dějiště soutěže v dráhové cyklistice pro Letní olympijské hry 2024.